# Chci svou šanci
Chci svou šanci byla politická strana působící v České republice. V září 2007 ministr vnitra na základě stanoviska Kontrolního výboru Poslanecké sněmovny PČR navrhl Nejvyššímu správnímu soudu pozastavení činnosti strany Chci svou šanci. Důvodem bylo nesplnění zákonem dané povinnosti odevzdat výroční finanční zprávu za předchozí rok. V lednu 2008 rozhodl Nejvyšší správní soud, že se činnost strany Chci svou šanci pozastavuje.